# Filiberto Avogadro di Collobiano
Filiberto Avogadro di Collobiano (Ivrea, 25 maggio 1797 – Torino, 5 giugno 1868) è stato un politico italiano.

## Biografia
Nato ad Ivrea il 25 maggio 1797, Filiberto era il figlio sestogenito del conte Luigi Ottavio e di sua moglie, la nobildonna Marianna Caresana di Carisio. Dopo i primi studi con tutori privati, frequentò l'Università di Torino per poi intraprendere la carriera delle armi raggiungendo il grado di sottotenente nel reggimento Piemonte Reale Cavalleria nel 1815, passando poi al reggimento dei Carabinieri reali nel 1820 col grado di tenente dopo che questi vennero istituiti da Vittorio Emanuele I. Nel 1821 entrò al servizio della corte sabauda come scudiero del re, passando nel 1824 al ruolo di primo segretario di gabinetto del re Carlo Felice di Savoia. Guadagnatasi la fiducia del sovrano, ne divenne gentiluomo di camera rimanendo in carica sino alla morte del re. Nel dicembre del 1827 venne inviato come ambasciatore straordinario a Roma per discutere con la Santa Sede ai beni ecclesiastici alienati in Piemonte ed in Liguria, rimanendovi sino alla chiusura degli accordi nel marzo del 1828. Tornato in patria con una serie di successi, venne nominato intendente generale d'azienda (1828) e venne creato conte nel 1829.
L'11 agosto 1829 si sposò a Vercelli con Carolina Arborio Biamino di Caresana, dama di corte della regina Maria Cristina.
Dopo la morte di Carlo Felice venne allontanato dalla corte forse anche a causa dei suoi eccessivi contatti con i liberali perseguitati dal governo. Carlo Alberto, non appena salì al trono succedendo al cugino, definì l'Avogadro come l'"ex-petit Roi" e l'"ex-favori", giungendo persino a rifiutargli l'ordine dell'Annunziata nel 1832 dopo una serie di insistenze. L'Avogadro, a questo punto, abbandonò definitivamente Torino per raggiungere Napoli dove si era ritirata la regina vedova Maria Cristina. Pur da lontano, decise di continuare a sovrintendere alla ricostruzione dell'Abbazia di Altacomba iniziata da Carlo Felice, promuovendo per questo lo scultore biellese Carlo Marocchetti.
Visti i successi che l'Avogadro continuava a suscitare anche a distanza, Carlo Alberto alla fine si convinse a richiamarlo a Torino per assegnargli la massima onorificenza dell'Ordine dei Santi Maurizio e Lazzaro oltre a nominarlo segretario dell'Ordine. Ripresa la sua posizione alla corte sabauda, entrò a far parte dell'Associazione Agraria di Torino di cui venne nominato presidente nel 1846 su nomina dello stesso re di Sardegna, scontrandosi apertamente contro i desideri dei liberali le cui file erano capeggiate da un ancora anonimo Cavour.
Dopo le sue dimissioni nel 1847, venne nominato senatore del regno con la prima costituzione del senato. Morì a Torino il 5 giugno 1868.

## Incarichi parlamentari
Commissioni
- Membro della Commissione di finanze (9 marzo 1852-21 novembre 1853)
- Membro della Commissione per l'esame del progetto di legge relativo al pagamento degli assegni e sussidi al clero di Sardegna (14 aprile 1857)
- Membro della Commissione di vigilanza della Cassa dei depositi e prestiti (23 gennaio 1854-29 maggio 1855)

Deputazioni
- Membro della Deputazione incaricata di recare a S. M. l'indirizzo di risposta al discorso della Corona (1850) (1852) (1857)
- Membro della Deputazione per complire Sua Maestà e il duca di Genova in occasione del matrimonio di Sua Altezza Reale (1850)
- Membro della Deputazione per complire Sua Maestà e il duca di Genova in occasione del capodanno (1854)